# Eduard Kudelásek
Eduard Kudelásek (Ruda nad Moravou, Moravië, 4 oktober 1923 – Praag, 16 maart 1995) was een Tsjechisch componist en dirigent.

## Levensloop
Kudelásek speelde als klein jongetje al viool, chromatische harmonica en later trombone en bariton. In 1945 werd hij lid van een militaire muziekkapel, de Garnizoenskapel te Šumperk in Moravië. In 1947 werd hij overgeplaatst naar de bekende Posádkovoá hudba Praha (Garnizoenskapel van Praag). Vanaf 1950 was hij werkzaam als trombonist in het Ústřední hudba Armády České republiky (Centrale blaasorkest van het Tsjechische Leger) in Praag.
Hij werd opgeleid in compositie en instrumentatie en hij bereidde zich voor als militaire kapelmeester. Zijn eerste kleine composities hadden succes. Hij studeerde dirigeren bij Václav Smetáček aan het Praags Conservatorium en was in 1966 afgestudeerd. 
Vanaf 1963 was hij dirigent van het befaamde Ústřední hudba Armády České republiky (Centrale blaasorkest van het Tsjechische Leger). Met andere dirigenten heeft hij ertoe bijgedragen dat dit orkest een voorbeeldorkest voor het Tsjechoslowakische Leger bleef. 
In 1970 werd hij samen met Jindřich Brejšek artistiek adviseur van het Grote blaasorkest van de Škoda Auto-fabriek in Mladá Boleslav en bleef in deze functie tot 1981. Hij verkreeg de positie van artistiek manager van dit orkest en bekleedde deze functie tot 1995. Gedurende deze lange periode was het orkest bijzonder succesvol bij binnen- en buitenlandse concoursen en bereikte een heel hoog niveau.  
Hij was een veelgevraagd jurylid bij nationale en internationale wedstrijden in Tsjechië en in het buitenland. Ook de Tsjechische televisie bediende zich zijn ervaring en zijn vakbekwaamheid. 
Als componist schreef hij vooral werken voor dit harmonieorkest. Eigenlijk is hij een traditionalist, maar hij heeft de grote mogelijkheden om het instrumentarium van een harmonieorkest volledig te gebruiken.

## Composities

### Werken voor orkest
- Valčík (Wals), voor alt en orkest

### Composities voor harmonieorkest
- 1972 Přátelské pozdravy
- 1976 Con bravura, voor vier fluiten en harmonieorkest
- 1978 Černá můra spadla černá můra, polka
- 1989 Furiant, voor groot harmonieorkest
- 1989 Rapsodie, voor groot harmonieorkest
- 1994 Španělská rapsodie (Spaanse rhapsodie)[1]
- 1995 Na Hané švestky zrají, wals
- 1995 Přátelská polka
- 1996 Bohemia-Suite
- Aloisthal-Polka
- Barkarola
- Brilantní, wals
- Do pochodu s Karlem Hašlerem - směs písniček.., mars
- Estrádní polka, voor trompet, trombone en harmonieorkest
- Frühlings-Walzer
- Horská kouzla, wals
- Humoreska pro trumpetu, voor trompet en harmonieorkest
- Parade of Evergreens
- Prager Winter, concertpolka
- Přehlídka evergreenů
- Rendezvous mars
- Rozmarná polka
- Scherzo brillante
- Serenáda, voor flügelhorn en tenorhorn (bariton) en harmonieorkest
- Slavnostní pochod, mars
- Sváteční polka
- Tanec
- Tarantella
- Třicet let
- V jednom šiku
- V radostné náladě
- Veselá dědina
- Z úsměvu křídla mít
- Zazpívej si s námi

- Gemeinsame Normdatei: 134743431
- International Standard Name Identifier: 0000 0000 5553 7113
- Library of Congress Control Number: n92035909
- Nationale Bibliotheek van Tsjechië: jn20000620188
- Virtual International Authority File: 65662000
- WorldCat: E39PBJdcD8pCgPBGfTXVkpCRKd